# مهناز محمدي
مَهناز محمّدي(1975- ) هي المخرجة الإيرانية وناشطة في مجال حقوق المرأة.

## روابط خارجية
- مهناز محمدي على موقع IMDb (الإنجليزية)
- مهناز محمدي على موقع IMDb (الإنجليزية)
- مهناز محمدي على موقع قاعدة بيانات الفيلم (الإنجليزية)